# Джеймс Пантеміс
Джеймс Пантеміс (англ. James Pantemis, грец. Τζέιμς Παντέμης, нар. 21 лютого 1997, Кіркленд) — канадський футболіст грецького походження, воротар клубу «Монреаль Імпакт».
Виступав, зокрема, за клуби «Монреаль», «Монреаль Імпакт» та «Валор», а також молодіжну збірну Канади.

## Клубна кар'єра
Народився 21 лютого 1997 року в місті Кіркленд. Вихованець футбольної школи клубу «Монреаль Імпакт».
У дорослому футболі дебютував 2016 року виступами за команду «Монреаль», в якій того року взяв участь у 2 матчах чемпіонату. 
Своєю грою за цю команду привернув увагу представників тренерського штабу клубу «Монреаль Імпакт», до складу якого приєднався 2018 року. Відіграв за команду з Монреаля наступні жодного сезонів своєї ігрової кар'єри.
2020 року уклав контракт з клубом «Валор», у складі якого провів наступні жодного років своєї кар'єри гравця. 
До складу клубу «Монреаль» приєднався 2020 року. Станом на 27 жовтня 2022 року відіграв за команду з Монреаля 34 матчі в національному чемпіонаті.

## Виступи за збірні
2012 року дебютував у складі юнацької збірної Канади (U-15), загалом на юнацькому рівні взяв участь у -2 іграх, пропустивши 2 голи.
Протягом 2016–2018 років залучався до складу молодіжної збірної Канади. На молодіжному рівні зіграв в 11 офіційних матчах, пропустив 8 голів.
У складі національної збірної був учасником чемпіонату світу 2022 року у Катарі.

## Особисте життя
Пантеміс народився в Канаді та має грецьке коріння і грецький паспорт. Його бабуся походить із Доліани, села в Аркадії, Греція.

## Статистика виступів

### Статистика клубних виступів
| Сезон              | Команда            | Чемпіонат          | Чемпіонат | Чемпіонат | Національний кубок | Національний кубок | Національний кубок | Континентальні кубки | Континентальні кубки | Континентальні кубки | Інші змагання | Інші змагання | Інші змагання | Усього | Усього |
| Сезон              | Команда            | Ліга               | Ігор      | Голів     | Ліга               | Ігор               | Голів              | Ліга                 | Ігор                 | Голів                | Ліга          | Ігор          | Голів         | Ігор   | Голів  |
| ------------------ | ------------------ | ------------------ | --------- | --------- | ------------------ | ------------------ | ------------------ | -------------------- | -------------------- | -------------------- | ------------- | ------------- | ------------- | ------ | ------ |
| 2016               | «Монреаль»         | USL                | 2         | -3        |                    | -                  | -                  |                      | -                    | -                    |               | -             | -             | 2      | -3     |
| 2018               | «Монреаль Імпакт»  | МЛС                | -         | -         | ЧК                 | 0                  | 0                  |                      | -                    | -                    |               | -             | -             | 0      | 0      |
| 2019               | «Монреаль Імпакт»  | МЛС                | -         | -         | ЧК                 | 2                  | -1                 |                      | -                    | -                    |               | -             | -             | 2      | -1     |
| 2020               | «Валур»            | КПЛ                | 7         | -9        | ЧК                 | -                  | -                  |                      | -                    | -                    |               | -             | -             | 7      | -9     |
| 2020               | «Монреаль Імпакт»  | МЛС                | 3         | -7        |                    | -                  | -                  |                      | -                    | -                    |               | -             | -             | 3      | -7     |
| 2021               | «Монреаль»         | МЛС                | 18        | -27       | ЧК                 | 0                  | 0                  |                      | -                    | -                    |               | -             | -             | 18     | -27    |
| 2022               | «Монреаль»         | МЛС                | 13        | -15       | ЧК                 | 2                  | -4                 | ЛЧ                   | 0                    | 0                    |               | -             | -             | 15     | –      |
| Усього за Монреаль | Усього за Монреаль | Усього за Монреаль | 34        | -49       |                    | 4                  | -5                 |                      | 0                    | 0                    |               | -             | -             | 38     | -54    |
| Усього за кар'єру  | Усього за кар'єру  | Усього за кар'єру  | 43        | -61       |                    | 4                  | -5                 |                      | 0                    | 0                    |               | -             | -             | 47     | -66    |

## Виноски
1. ↑  Transfermarkt.de — 2000.
2. ↑  FBref
3. ↑  Nef, Thomas (26 серпня 2020). James Pantemis On His Loan Spell In CPL, Developing With Montreal Impact & The 2026 World Cup.
4. ↑  Τζέιμς Παντέμης: Ενας Ελληνας στους 831 παίκτες του Μουντιάλ